# ابوالحسنی (شاهرود)
ابوالحسنی روستایی در دهستان خوارتوران بخش بیارجمند شهرستان شاهرود استان سمنان ایران است.

## جمعیت
بر پایه سرشماری عمومی نفوس و مسکن در سال ۱۳۹۵ جمعیت این روستا ۳۰ نفر (۹خانوار) بوده‌است.